# Тип 92 (гаубица)
Тип 92 (яп. 九二式歩兵砲 Кю:ни-сики хохэихо:, Тип 92 полковая пушка) — японская 70-мм батальонная гаубица «Тип 92». 

## История
Батальонная пушка Тип 92 была разработана в ответ на выявленные проблемы с 37-мм пехотным орудием Тип 11 и 70-мм пехотным минометом Тип 11. Обоим орудиям не хватало огневой мощи и дальности стрельбы, а пехотинцам не нравилось, что они были вынуждены нести два образца оружия с различными боеприпасами. В результате армейское техническое бюро разработало орудие, которое можно было использовать либо при стрельбе прямой наводкой, для уничтожения укрепленных позиций, пулемётных гнёзд и легкобронированной техники, но также можно было использовать для стрельбы с высоким углом наводки. Калибр нового оружия был увеличен до 70 мм для решения проблемы неадекватной огневой мощи. Новый образец был передан во фронтовые подразделения в 1932 году.

## Устройство
Лафет имел раздвижные коленчатые станины, благодаря чему гаубица имела два положения: высокое +83 с углом возвышения градуса и низкое — 51 градус. Угол горизонтального наведения (40 градусов) давал возможность эффективно уничтожать легкие танки. Масса составляла 200 килограммов.
При перевозке орудие разбиралось и переносилось по частям. Большие колеса со стальными дисками крепились на коленчатых осях. Обычно тягу орудию обеспечивали лошади или мулы, но зачастую, особенно на короткие дистанции, пушки перемещались силами самих артиллеристов, для чего на лафете имелись отверстия и скобы, за которые можно было зацепить крюк или продеть веревки. Для облегчения конструкции щит можно было удалить.
Колеса были изначально деревянными, но в 1935 году они были заменены на стальные после того, как из действующей армии стали поступать жалобы, что шум от скрипучих деревянных колес угрожает демаскировкой.

## Боевое применение
Батальонная пушка Тип 92 была впервые использована в бою во время Мукденского инцидента и впоследствии широко использовалось во время вторжения в Маньчжурию, боёв у Халхин-Гола и последующей Второй японо-китайской войны. Позднее Тип 92 сопровождал подразделения, назначенные на Тихоокеанский фронт, и использовался со значительной эффективностью против войск союзников по всему южнотихоокеанскому мандату и в Юго-Восточной Азии.
Значительные количества пушек Тип 92 осталось в Китае после прекращения боевых действий в 1945 году и были приняты на вооружение Народно-освободительной армией, которая также производила боеприпасы для них, сохраняя номенклатуру Тип 92. В брошюре Министерства обороны США 381-12 «Recognition Guide of Ammunition Available to, or in Use by, the Viet Cong» от мая 1966 года, описываются китайские 70-мм боеприпасы Тип 92.

## Сравнительные характеристики
Данное орудие превосходило советское по углам ВН и ГН, и было чрезвычайно лёгким — всего 212 кг. Однако, столь рекордно малое значение было достигнуто путём использования очень лёгкого снаряда массой всего 3,76 кг, что довольно близко соответствовало массе боеприпасов советского калибра 57 мм (осколочный снаряд 3,68 кг). Соответственно эффективность действия японских 70-мм снарядов намного уступала советским 76-мм боеприпасам. Кроме того, японское орудие имело слабую баллистику — его максимальная дальность стрельбы не достигала и 3 км.
Аналоги 70-мм батальонной гаубицы представлены немецкими, итальянскими и советскими орудиями. Также, для сравнения, представлены характеристики 82-мм миномёта БМ-37.
| Характеристика                        | обр.1927 г.                               | обр.1943 г.                               | le.I.G.18           | I.G.37              | I.G.42              | Obice da 75/18                 | Тип 92              | БМ-37                                     |
| ------------------------------------- | ----------------------------------------- | ----------------------------------------- | ------------------- | ------------------- | ------------------- | ------------------------------ | ------------------- | ----------------------------------------- |
| Страна                                | Союз Советских Социалистических Республик | Союз Советских Социалистических Республик | Нацистская Германия | Нацистская Германия | Нацистская Германия | Королевство Италия (1861—1946) | Япония              | Союз Советских Социалистических Республик |
| Назначение и тип                      | Полковая пушка                            | Полковая пушка                            | Полковое орудие     | Полковое орудие     | Полковое орудие     | Дивизионная гаубица            | Батальонная гаубица | Батальонный миномёт                       |
| Калибр, мм/длина ствола, клб          | 76,2/16,5                                 | 76,2/19,4                                 | 75/11,8             | 75/21               | 75/21               | 75/18                          | 70/10,3             | 82/14,8                                   |
| Масса в боевом положении, кг          | 740—920                                   | 600                                       | 400                 | 530                 | 595                 | 1050                           | 212                 | 56                                        |
| Максимальная дальность огня, м        | 7200                                      | 4200                                      | 3550                | 4800                | 5150                | 9564                           | 2788                | 3040                                      |
| Максимальный угол ВН, град            | 24,5                                      | 25                                        | 75                  | 24                  | 32                  | 45                             | 75                  | 85                                        |
| Максимальный угол ГН, град            | 4,5                                       | 60                                        | 11                  | 60                  | 78                  | 50                             | 45                  | 6                                         |
| Масса осколочно-фугасного снаряда, кг | 6,2                                       | 6,2                                       | 6,0                 | 6,0                 | 6,0                 | 6,4                            | 3,76                | 3,31                                      |

## Фотографии

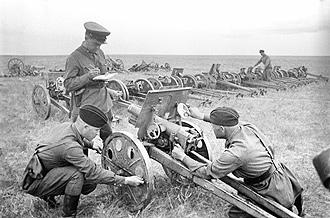
Советские артиллеристы изучают трофейную Тип 92. Халхин-Гол, 9.1939
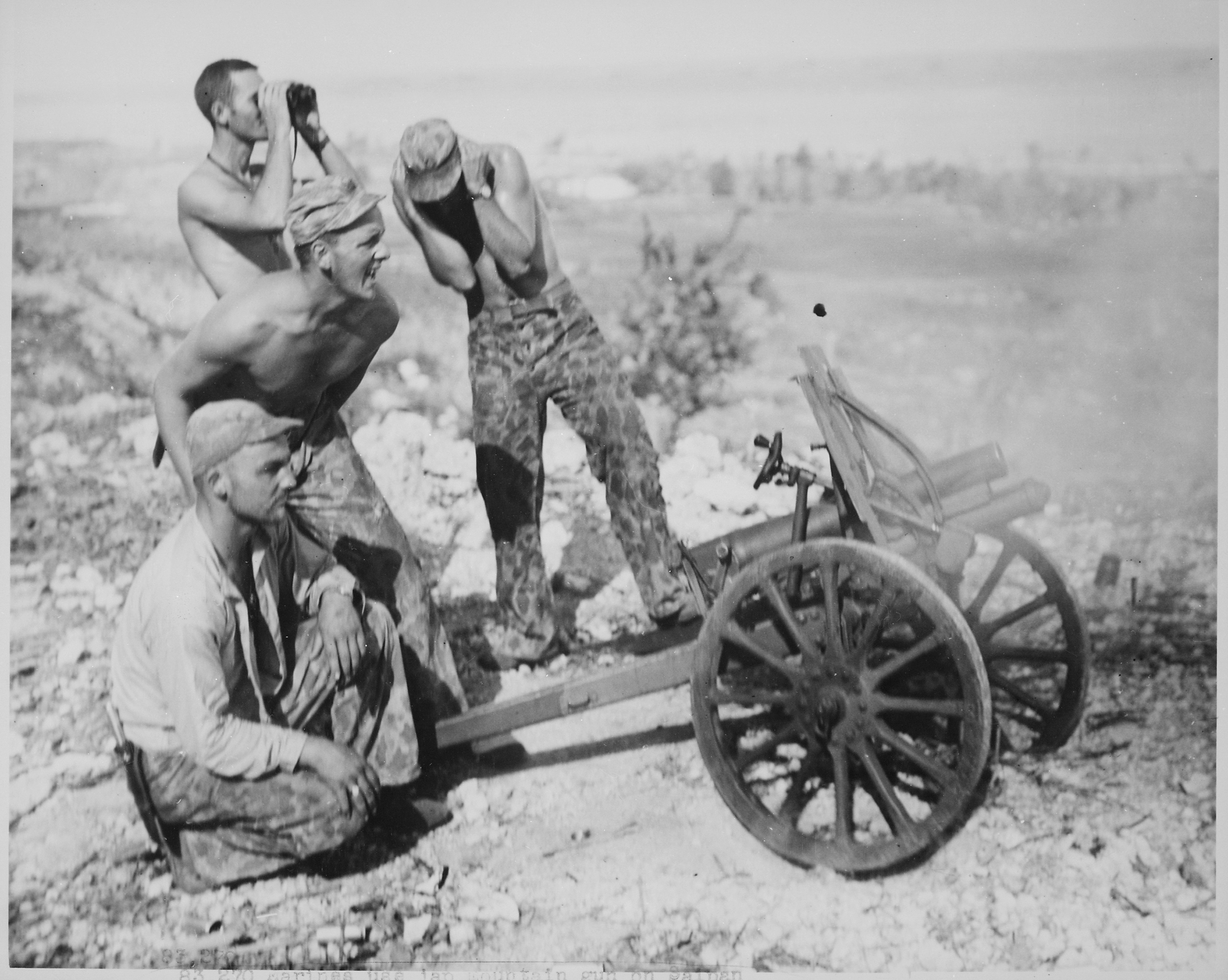
Гаубица, захваченные морскими пехотинцами на Сайпане
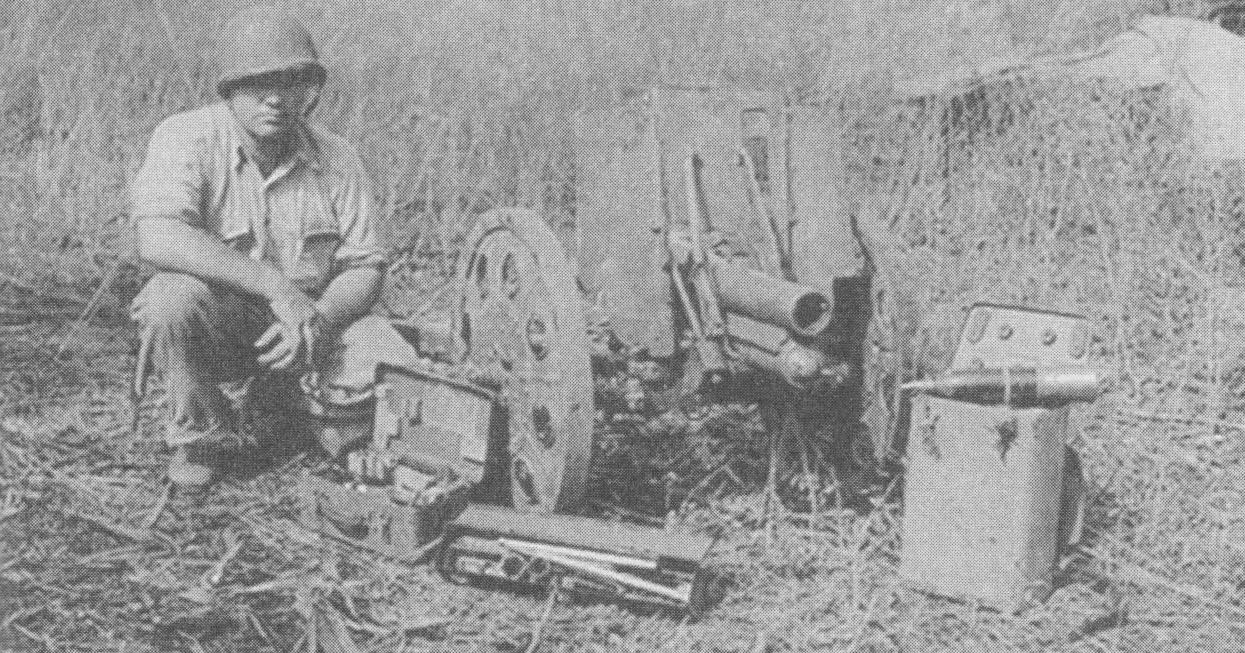
Тип 92, захваченная при Гуадалканале
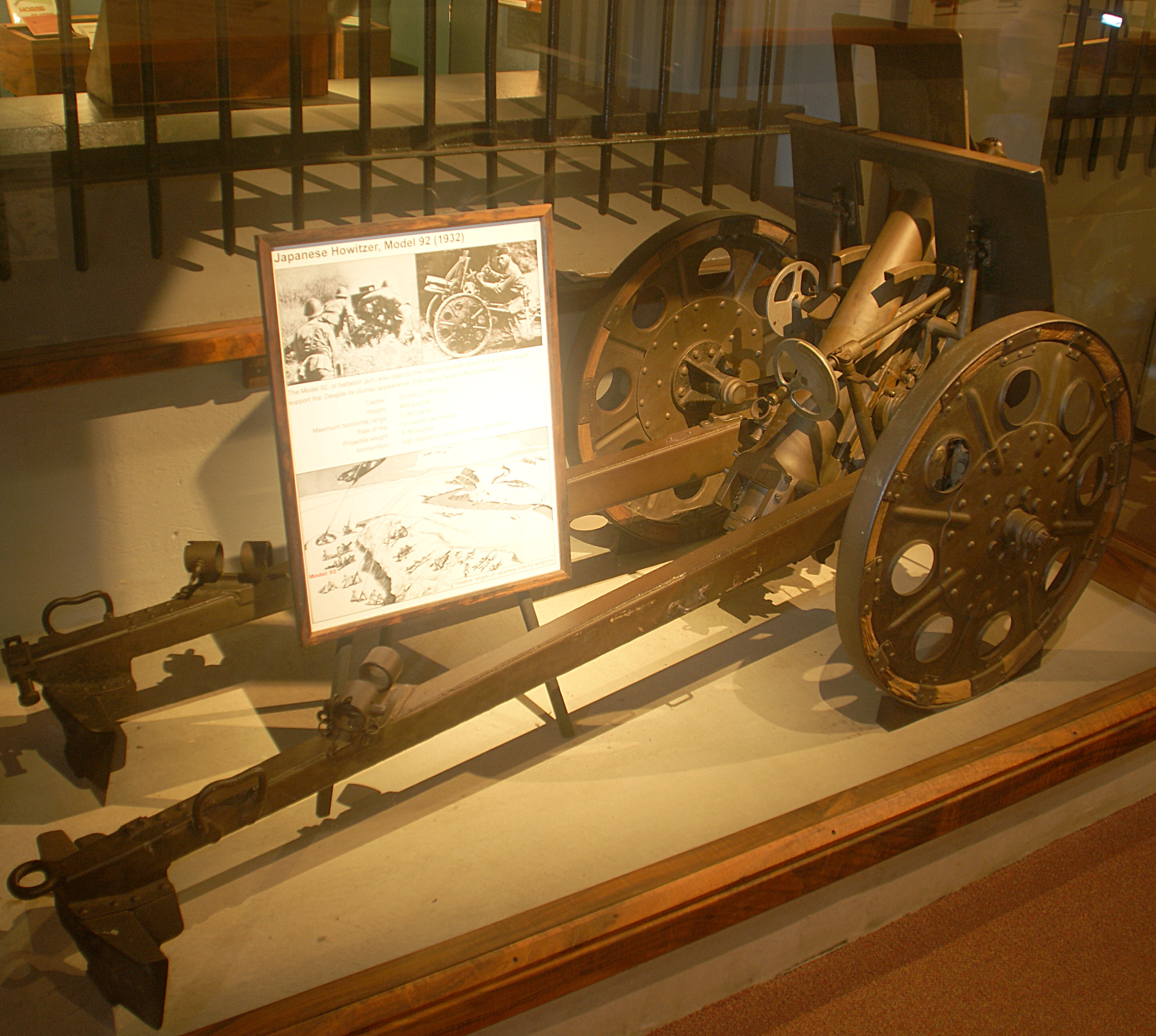
Тип 92, Музей "Battery Randolf" , Гавайи
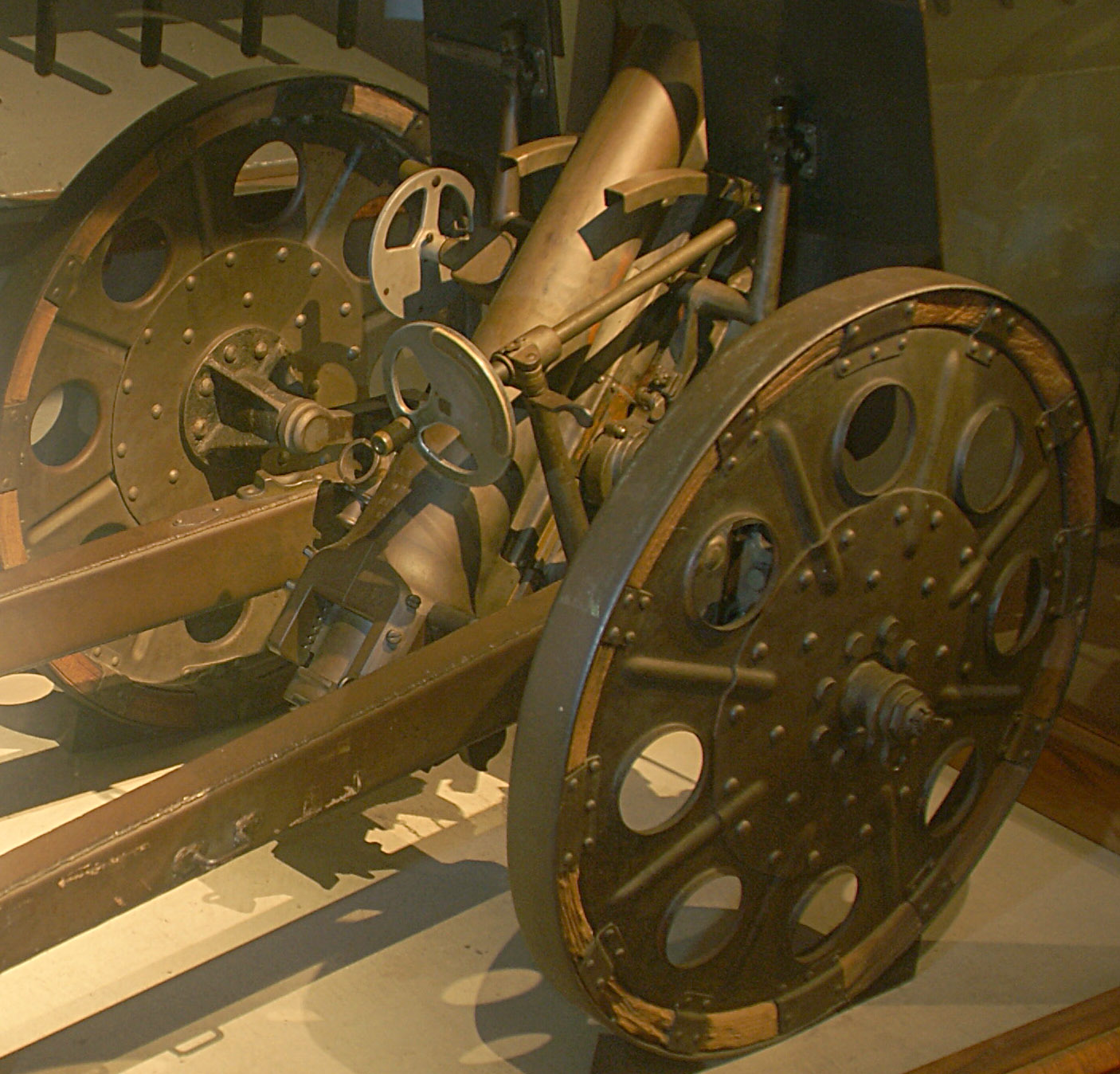
Механизмы наведения
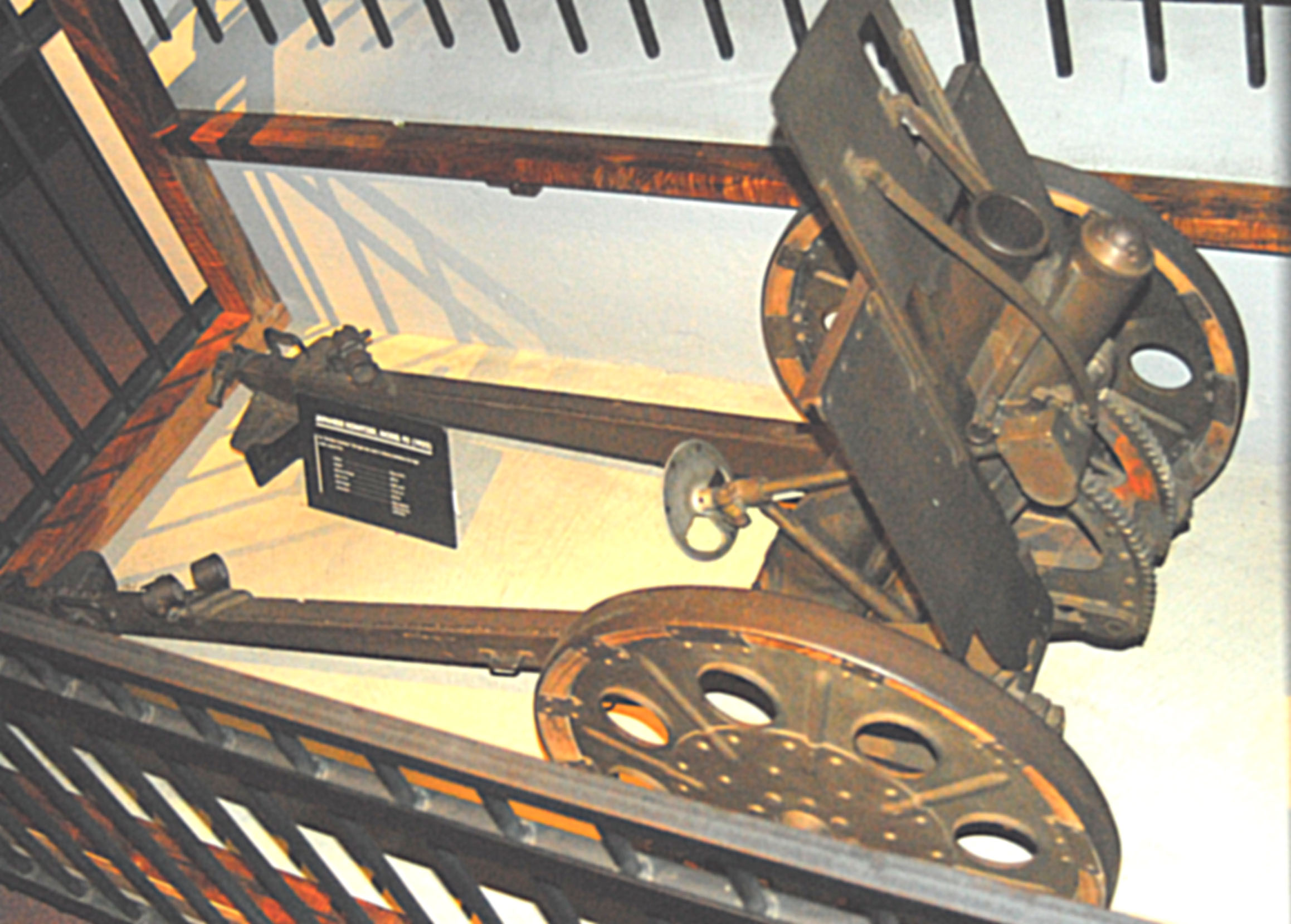
Вид сверху-сбоку
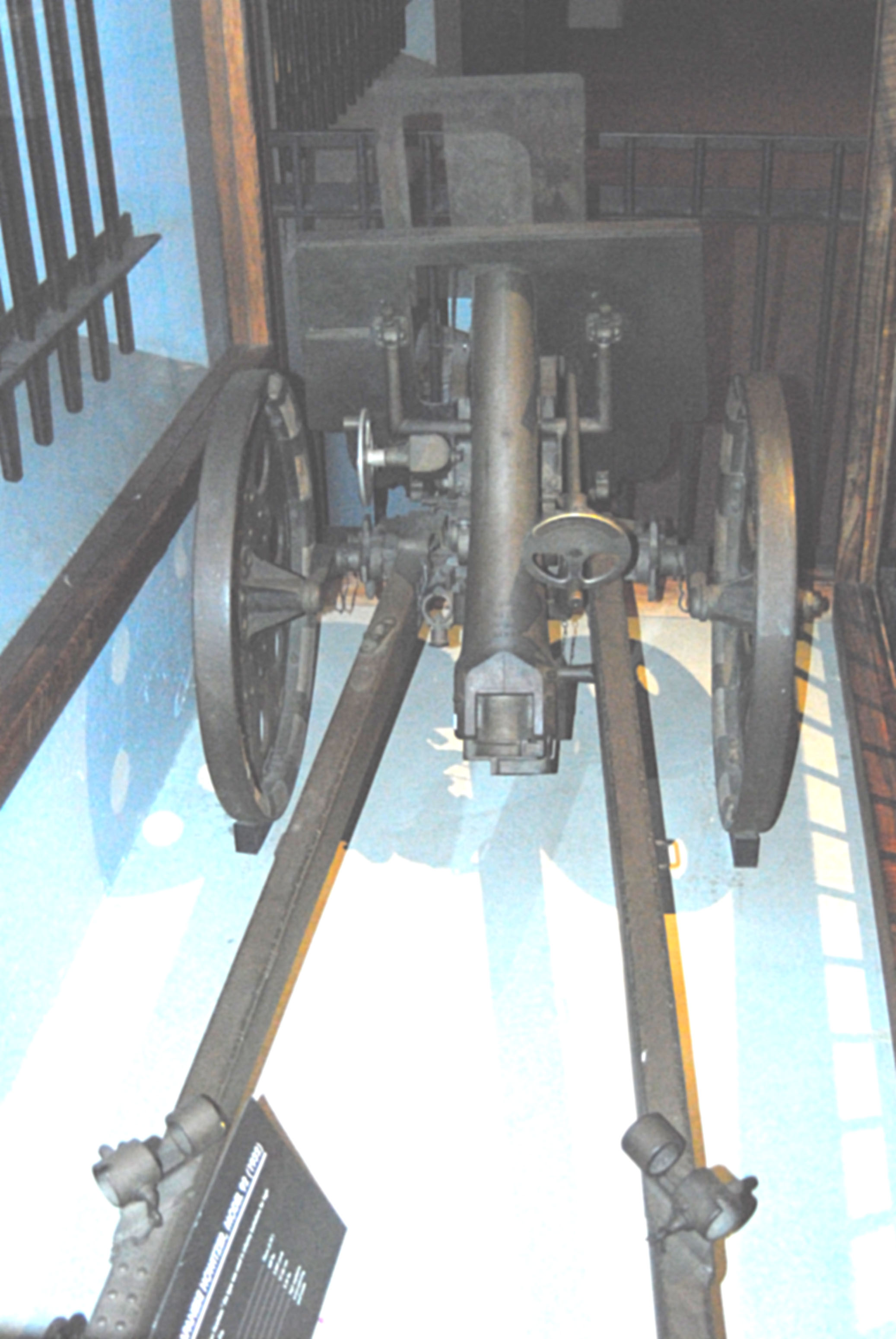
Вид сзади